# Seth Lugo
Jacob Seth Lugo (Shreveport, 17 novembre 1989) è un giocatore di baseball statunitense, che gioca come lanciatore di rilievo per i New York Mets della Major League Baseball "MLB".

## Minor League (MiLB)
Lugo venne selezionato al 34º giro del draft amatoriale del 2011 come 1.032ª scelta dai Mets. Nello stesso anno iniziò a livello rookie nella Appalachian League con i Kingsport Mets finendo con 5 vittorie e 2 sconfitte, 3.66 di ERA in 11 partite di cui 10 da partente. Nel 2013 giocò con due squadre finendo con 4 vittorie e 6 sconfitte, 3.39 di ERA e .230 alla battuta contro di lui in 12 partite tutte da partente (66.1 inning).
Nel 2014 giocò a livello A+ con i St. Lucie Mets della Florida State League finendo con 8 vittorie e 3 sconfitte, 3 salvezze su altrettante opportunità, 4.11 di ERA e .244 alla battuta contro di lui in 27 partite di cui 4 da partente (105.0 inning). Nel 2015 giocò con due squadre differenti finendo con 8 vittorie e 7 sconfitte, 3.84 di ERA e .254 alla battuta contro di lui in 24 partite tutte da partente (136.0 inning).
Il 20 novembre 2015 venne inserito nel roster dei New York Mets, per essere protetto dal Rule 5 Draft. Nel 2016 giocò a livello AAA con i Las Vegas 51s della Pacific Coast League finendo con 3 vittorie e 4 sconfitte, 6.50 di ERA e .329 alla battuta contro di lui in 21 partite di cui 14 da partente (73.1 inning).

## Major League (MLB)

### New York Mets (2016-presente)
Seth venne promosso il giorno prima del debutto nella MLB, avvenuto il 1º luglio 2016 al Citi Field di New York contro i Chicago Cubs. Il giorno seguente venne opzionato ai 51s, ma solamente 4 giorni dopo venne richiamato. Il 2 agosto venne di nuovo rimandato in AAA, il 12 dello stesso mese venne richiamato dai Mets. Finì la stagione con 5 vittorie 2 sconfitte, 2.67 di ERA e .220 alla battuta contro di lui in 17 partite di cui 8 da partente (64.0 inning), lanciando prevalentemente una two-seam fastball con una media di 92,19 mph.
Il 30 marzo 2017 è stato inserito nella lista degli infortunati (dei 10 giorni) per una leggera lacerazione al legamento collaterale ulnare del gomito destro.

## Palmarès

### Nazionale
- World Baseball Classic:  Medaglia d'Argento

Team Porto Rico: 2017

### Individuale
- (1) Lanciatore della settimana della Eastern League "EAS" (27 luglio 2015)
- (1) Lanciatore della settimana della South Atlantic League "SEA" (12 agosto 2013).

## Nazionale
Ha partecipato al torneo World Baseball Classic 2017 come lanciatore per la Nazionale di baseball di Porto Rico. Suo nonno paterno era Portoricano.